# لطفي محمد سالم باشريف
لطفي محمد سالم باشريف (و. 1962  م) هو سياسي، ومهندس يمني، ولد في المكلا، عين وزيرا اللإتصالات وتقنية المعلومات في 7 نوفمبر 2014.
| المناصب السياسية      | المناصب السياسية                                | المناصب السياسية           |
| --------------------- | ----------------------------------------------- | -------------------------- |
| سبقه أحمد عبيد بن دغر | وزير الإتصالات وتقنية المعلومات 7 نوفمبر 2014 - | تبعه نجيب منصور حميد العوج |